# Olivia (serie de televisión)
Olivia (esterealizado como Welcome to the World of the Pig Olivia) es una serie de televisión para niños en edad preescolar de dibujos animados británico-estadounidense-irlandés producida por Media Company Chorion y basada en los libros de Ian Falconer. Es emitida por el canal de televisión Nick Jr. en Reino Unido, en Estados Unidos por Milkshake! y Nick Jr., y en Latinoamérica por Disney Junior.

## Sinopsis
La historia gira en torno a una pequeña cerdita antropomórfica llamada Olivia, donde su lema en la primera temporada son las reglas de la vida. En cada episodio se encuentra con diversos problemas que resuelve con ayuda de sus amigos y de su familia.

## Episodios
Durante dos temporadas, se han producido 40 episodios de Olivia.

## Personajes
Olivia (con la voz de Emily Gray)
, una cerdita de 6 años de edad, es el personaje principal de la serie. Ella es imaginativa y fantasea con diferentes funciones, tales como ser estrella del pop o súper héroe. Ella muestra el buen comportamiento e invita a los niños a compartir, usar su imaginación, mantenerse físicamente activo, y estar seguro de sí mismo.
Família
- Olivia Emily Gray
- Ian Michael Van Citters
- Mamá Beverley Joyce
- Papá Danny Katiana
- Abuela Yvonne Craig
- Abuelo
- Perry
- Edwin
- 'William

Amigos
- Julian Jeremy Herzig
- Francine
- Gwendolyn

Escuela
- la Señora Hogenmueller Susan Balboni
- Alexandra
- Sam
- Harold Hockenberry
- Oscar
- Otto
- Daisy
- Connor Alicyn Packard
- Olivia 2 el capítulo 1x06 las dos Olivias. Cuando otra niña llamada Olivia se une a su clase, y los estudiantes se involucran más con ella que con Olivia, ella cambia su nombre por el de Pam. Más tarde, Pam se hace amiga de Olivia,